# Апотома
Апото́ма  (др.-греч. ἀποτομή отрезок; лат. apotome, apothome) — музыкальный интервал, соответствующий хроматическому полутону (увеличенной приме) пифагорова строя. Согласно позднеантичным определениям, восходящим к пифагорейской школе, апотома равна разности целого тона и лиммы, и, таким образом, имеет отношение частот верхнего и нижнего звука, равное
{\displaystyle {\frac {9}{8}}:{\frac {256}{243}}={\frac {3^{7}}{2^{11}}}={\frac {2187}{2048}}},
или 113,6850 ц. Апотома также получается последовательным откладыванием от данного звука (данной высоты) 7 чистых квинт вверх и затем 4 октав вниз:
{\displaystyle \left({\frac {3}{2}}\right)^{7}:\left({\frac {2}{1}}\right)^{4}={\frac {2187}{2048}}}
Примеры: C—G—D—A—E—H—Fis—Cis, Es—B—F—C—G—D—A—E, B—F—C—G—D—A—E—H; получаемые в результате этих откладываний интервалы C—Cis, Es—E, B—H — апотомы.
Апотома больше лиммы на (пифагорову) комму, 531441/524288.
Древнейшие упоминания апотомы в греческой науке находятся в «Комментарии на Гармонику Птолемея» Порфирия (III в. н.э.), в учебнике музыки Гауденция (датируется в диапазоне от II до VI в.) и в комментарии Прокла (V в.) на «Тимей» Платона. В латинской литературе термин apotome (также её вычисление) впервые встречается в учебнике «Основы музыки» Боэция (Mus. II.30). Рассматривая проблему деления тона на полутоны, Боэций называет меньший полутон лиммой, а больший (остаток, которым заполняется целый тон) апотомой. В трактатах западноевропейского Средневековья и Возрождения, следующих боэцианской традиции, оба пифагорейских полутона, как правило, рассматривались в виде парной оппозиции.
При игре на инструментах с нефиксированным строем (например, скрипке) и в пении исполнители часто расширяют хроматический полутон по сравнению с диатоническим (обычно при исполнении ходов с проходящими хроматизмами, например, C—Cis—D вверх или D—Des—C вниз полутоны-увеличенные примы C—Cis и D—Des расширяются по сравнению с полутонами-малыми секундами Cis—D и Des—C), что сближает их с полутонами пифагорова строя (то есть апотомой и лиммой).